# Большая восковая моль

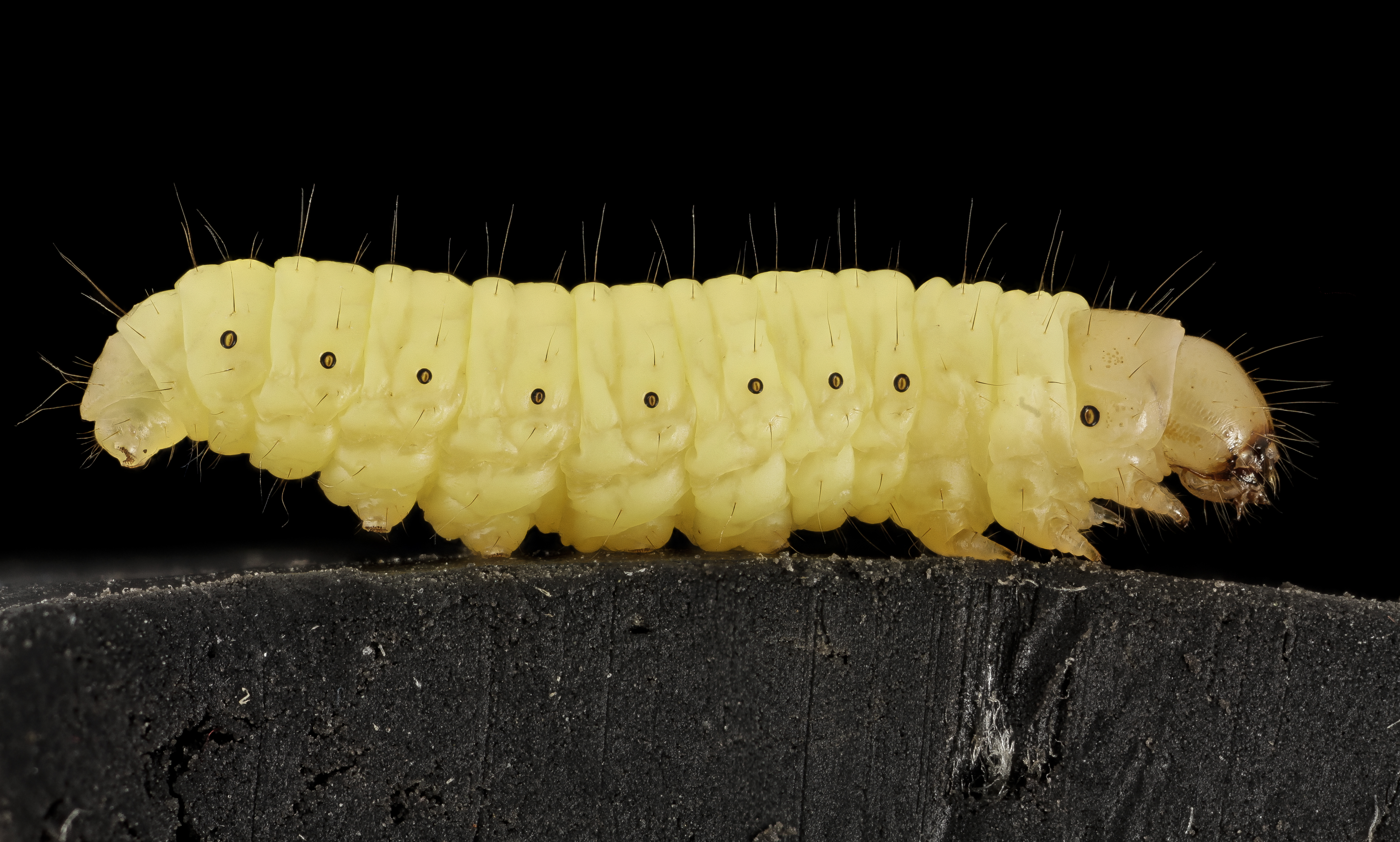
Личинка

Большая восковая моль, или огнёвка пчелиная (лат. Galleria mellonella), — вид молевидных бабочек из семейства настоящих огнёвок (Pyralidae). Вредитель медоносных пчёл. Встречаются всюду, где развито пчеловодство. Восковой молью также называют малую восковую моль (Achroia grisella).

## Описание
Длина 18—38 мм. Передние крылья коричнево-сероватые с коричнево-жёлтым задним краем и тёмными пятнами. Задние крылья светлее. Распространены всесветно. Гусеницы живут в ульях медоносных пчёл, где питаются воском. Взрослые бабочки не питаются; у них недоразвиты ротовые органы и органы пищеварения. Яйца имеют беловатый цвет и размер 0,35 на 0,5 мм, развиваются 5—8 суток. Из них выходит личинка длиной 1 мм с желтоватой головой и 8 ногами. Позднее они вырастают в гусениц длиной до 18 мм с буроватой головой. За весь период своего развития одна личинка моли может повредить сотни пчелиных ячеек. Через 25—30 суток гусеницы окукливаются, для чего находят трещину или щель, а иногда выгрызают ямку. Куколки в ходе созревания меняются в окраске с жёлтого на коричневый (их длина у самок — около 16 мм, а самцов — 14 мм). Взрослые бабочки живут 7—12 дней (самки) и 10—26 (самцы).

## Взаимоотношения с человеком

### Вред для пчеловодства
В начале развития гусеница моли питается мёдом и пергой. Далее она переходит к питанию восковыми сотами, смешанными с остатками коконов. Поедая воск, повреждает пчелиные соты и покрывает ходы шёлком. Гусеницы повреждают не только восковые соты, но и расплод, запасы мёда, пергу, рамки и утеплительный материал ульев. При сильном заражении гусеницы поедают друг друга и помёт предыдущих поколений. Пчелиные семьи слабеют и могут погибнуть или покинуть улей.

### Поедание полиэтилена
В апреле 2017 года исследователи из Испании и Великобритании опубликовали статью в журнале «Current Biology», в которой доказывали, что гусеницы большой восковой моли способны разлагать полиэтиленовые пакеты. В эксперименте, когда гусениц оставили наедине с пакетом, дыры в нём стали появляться через 40 минут. Примерно за 12 часов около 100 гусениц съели 92 миллиграмма пластика. Согласно выводам авторов, они не только разгрызают полиэтилен, но и расщепляют его химически: на пластик действует даже гомогенат из гусениц, и при этом образуется этиленгликоль. Неясно, вырабатывает ли нужные ферменты сама гусеница или микрофлора её пищеварительной системы. Ранее способность поедать полиэтилен и расщеплять его с помощью бактерий была обнаружена у гусениц бабочки Plodia interpunctella из того же семейства.
В августе 2017 года в том же журнале была опубликована статья исследователей из Германии, которые поставили под сомнение (хотя и не исключили) химическое расщепление полиэтилена гусеницами: по их данным, обнаружение этиленгликоля было результатом некорректной интерпретации инфракрасного спектра. Авторы первой статьи согласились, что необходимы дальнейшие исследования.

### В медицине
Спиртовые экстракты из гусениц используются в народной медицине и в качестве БАД. Одни из первых научных исследований свойств вытяжек из гусениц большой восковой моли проводил русский ученый И. И. Мечников. Работая в Парижском институте Пастера в 1889 году, он проводил поиск новых средств для лечения туберкулеза. Им было сделано предположение, что пищеварительные ферменты липаза и церраза из пищеварительного тракта гусениц большой восковой моли, возможно, могут разрушать оболочку микобактерий. В ходе проведенных исследований его предположения подтвердились. В России в дальнейшем исследования продолжились С. И. Метальниковым и микробиологом И. С. Златогоровым. Они подтвердили гипотезу И. И. Мечникова. Ферменты липаза и церраза способны растворять капсулу туберкулезной палочки. Дальнейшие работы были прерваны событиями октябрьской революции и возобновлены в 1930-х годах.
Гусеницы могут служить сырьем для добывания хитина и хитозана

### В исследованиях
Большую восковую моль разводят в лабораторных условиях как модельный объект для физиологических и биохимических исследований, тест-объект для оценки активности и качества бактериальных препаратов, а также как кормовой объект или хозяина для хищных клопов, мух-тахин, трихограмм и др.
Гусеницы используются в качестве модельного организма для испытаний токсикологии и патогенности in vivo, заменяя использование мелких млекопитающих в таких экспериментах.
Гусеницы также являются подходящими моделями для изучения врождённого иммунитета. В генетике их можно использовать для изучения наследственного бесплодия. Большая восковая моль продуцирует несколько белков плазмы, которые служат в качестве опсонинов, которые распознают и связываются с консервативными микробными компонентами, сходными с рецепторами распознавания у млекопитающих. Применение гусениц большой восковой моли в исследованиях антимикробной активности лекарственных средств охватывает широкий спектр микроорганизмов.
Эксперименты с инфицированными гусеницами подтверждают гипотезу о том, что бактериальный стилбеноид 3,5-дигидрокси-4-изопропил-транс-стильбен обладает антибиотическими свойствами, которые помогают минимизировать конкуренцию со стороны других микроорганизмов и предотвращают гниение трупа насекомых, зараженного энтомопатогенной нематодой Heterorhabditis, являющейся в свою очередь хозяином для бактерии Photorhabdus. 
Австрийскими учеными в 2016 году было проведено исследование о возможности использования гусениц в качестве модели беспозвоночных для изучения патогенности у определенных видов грибов.

## Методы борьбы
Из естественных врагов для борьбы с восковой молью используют бактериальные препараты (Bacillus thuringiensis, Bacillaceae; Pseudomonas aeruginosa), нематод Heterorhabditis bacteriophora (Heterorhabditidae), перепончатокрылых наездников-яйцеедов трихограммы (Trichogramma), Apanteles galleriae (бракониды), мух Archytas marmoratus (тахины).

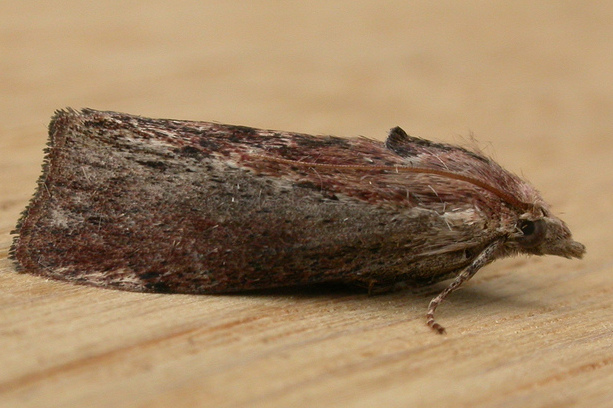
Вид сбоку
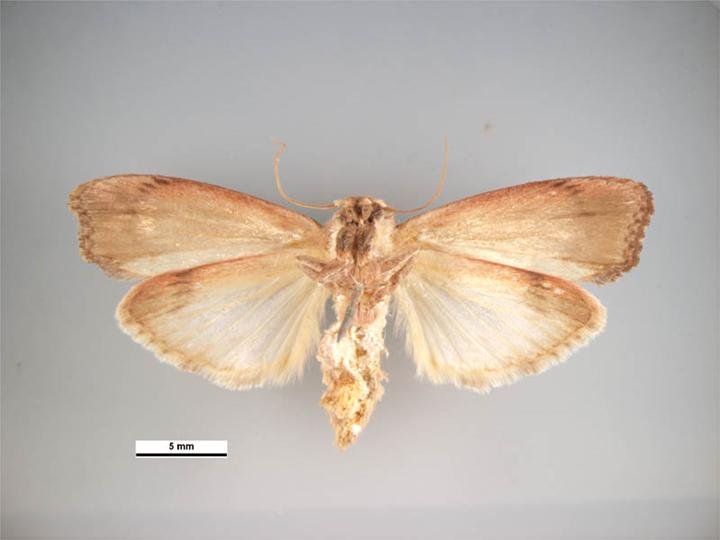
Вид снизу
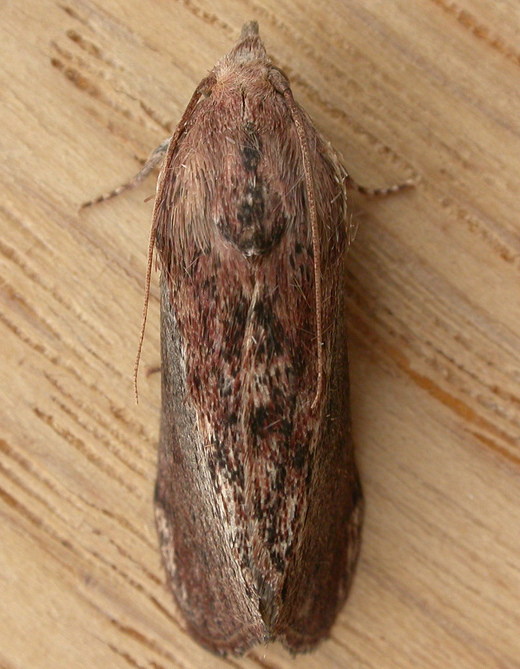
Вид сверху
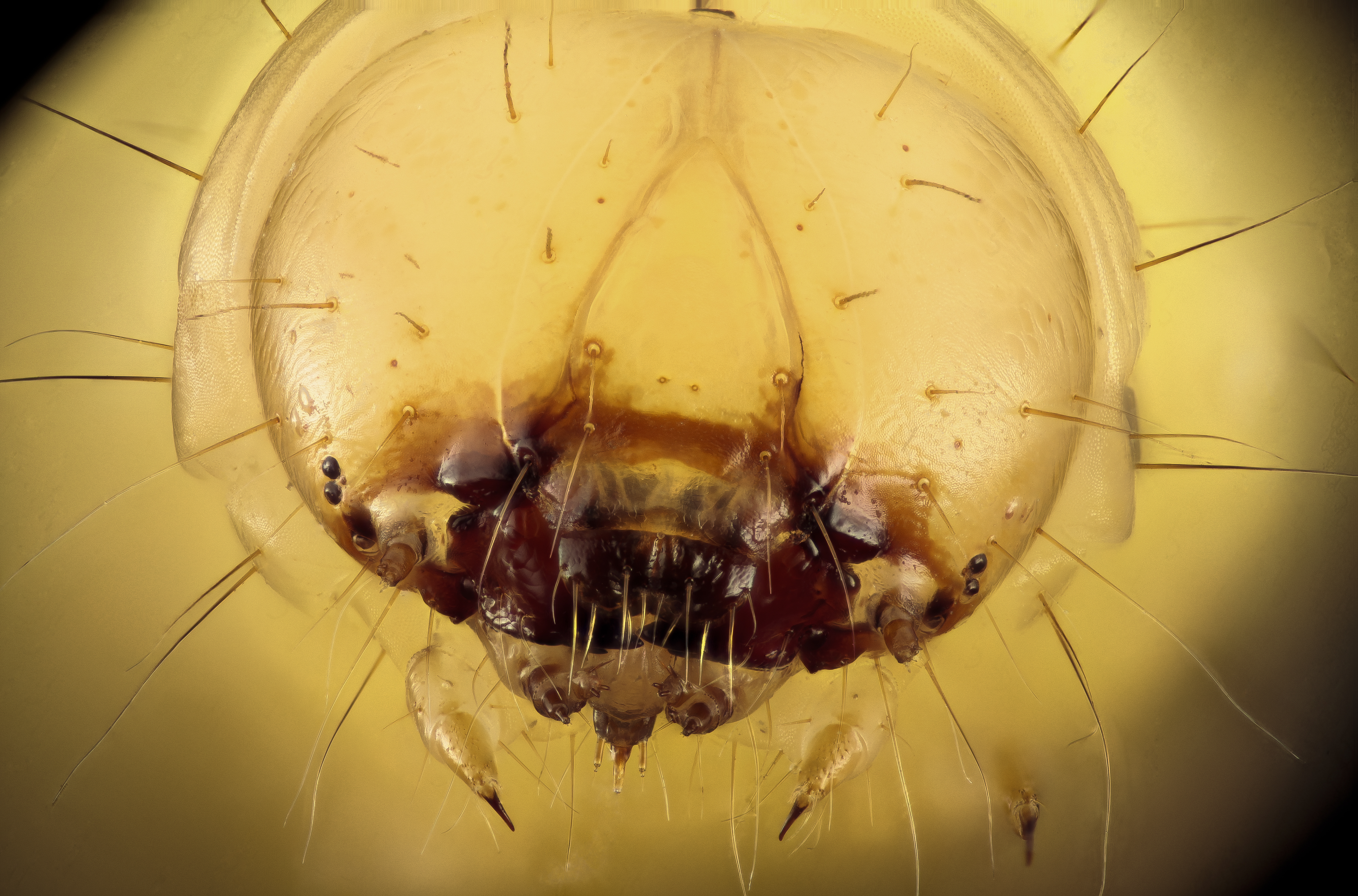
Голова личинки